# Erik Elinder
Erik Elinder, född 15 juni 1912 i Karlstad, död 10 juli 1998, var en svensk direktör, entreprenör och reklamman.

## Biografi
Erik Elinder studerade vid Uppsala universitet till en fil.kand. och engagerade sig i Värmlands nation. 1940 blev han sekreterare i Sparfrämjandet och var dess vd 1942–1950.
Han övertog 1950 Wilh. Anderssons Annonsbyrå och var vd 1950–1967. Han var vidare verksam i Säljinstitutet AB och Inter-Media AB. Mycket av hans verksamhet gällde uppbyggnaden av samarbetsnät och företagskedjor. Han tog på 1950-talet initiativet till franchising i Sverige.
På 1970-talet utvecklade han olika tidiga kontokortssystem för detaljhandelns olika kedjor genom sitt företag Interconto (grundat 1971 som Elinderska Contoföretagen). Han genomförde introduktionen av Visa-kortet i Sverige.
Elinder var styrelseledamot i SNS, Skattebetalarnas förening och Aktiefrämjandet.
Under andra världskriget tog han initiativ till att luftbevakningen skulle utföras av unga kvinnor i observationstorn (de kom att kallas tornsvalor och utgjorde Frivilligorganisationen Tornsvalorna), i stället för att uppgiften skulle åligga bönder, som bättre behövdes i livsmedelsproduktionen. Efter kriget arbetade han med insamling till förmån för Finland som resulterade i fartygen Lyckoslanten med skärmbildsutrustning och Guldkronan utrustad för tandvård.
Han var en av initiativtagarna till Föreningen för Värmlandslitteratur.